# Literatura buriata
Literatura buriata és la literatura feta en buriat, llengua mongola que es parla a Buriàtia, una república autònoma de Rússia.
Les mostres literàries més antigues són les grans èpiques orals, com les magtals (odes panegíriques), versos, cançons i poemes, llegendes, tradicions, i els uligers (treballs èpics), mites i contes. La gran obra èpica buriata és el Geser, que conté uns 20.000 versos, recollits en segles posteriors per M. Khangalov, Ts. Zhamtsaranov i S. P. Baldaev. També és important l'epopeia d’Alamji-Mergen.
Durant el segle xix aparegué l'anomenat "drama de l'ulus", influït per la literatura russa, propagat per estudiants buriats a Irkutsk com D. A. Abashejev, S. P. Baldaev, I. V. Barlukov i I. G. Saltykopv, considerats els pioners de la literatura buriata, amb M. Khangalov i T. Zhamtzaranov, compiladors del Geser. També el 1868 es recompilaren les llegendes i cròniques buriates, com la de l'heroi popular Mu-monto, del segle xviii.
Amb la revolució soviètica aparegué una nova generació d'autors buriats, com el lingüista Gombochzhab Tsybikov (1873-1930), el narrador Khotsa Namsarajev (1889-1959), amb el poema La confessió del vell Gelen (1926) i les novel·les Tsyrempil (1935), A l'alba (1950) i L'assot de Taixa (1945), el continuador Solbone Tuia (P.N. Dambinov, 1882-1937); Ts. Don (Ts. D. Dondubon, 1905-1938); i N. G. Baldanov (1907-?) amb el primer drama nacional El trencament (1932).
El 1957 V. I. Zatejev compongué La formació de la nació socialista Buriato-mongola, i destacaren nous autors com D. Dashinimaev (1904-1937), B. Bazaron (1907-1966), Bavasan Abideev (1909-1939) amb Shalai i Shanai (1939), Ts. Galsanov (1907), Ts. Donkova (1911), D. Zhalsaraev (1925), N. Damdinov (1932) i D. Ulzytuev (1936); Ts. Shagzhin (1918); A. I. Xadijev (1899-?) i G. Ts. Tsydynzhapov (1905). Posteriorment destacaren Chimit-Dorzhi Tsyndendambajev (1918) amb Dorzhi fill de Banzar (1953), Zhelmai Khabarhaa ekhildeg (L'any comença en primavera, 1960) i Lluny de les estepes nadiues (1959); Zh. Tumunov (1916-1955); B. Mungonov (1922); D. Batozhabai (1921); Zh. Baldanzhabon (1909-1967), I. Kalashnikov (1931); A. Balbunov (1919) i M. Stepanov (1914).